# انریکو کورتز
انریکو کورتز (انگلیسی: Enrico Cortese؛ زادهٔ ۱۰ اوت ۱۹۸۵) بازیکن فوتبال اهل ایتالیا است.
از باشگاه‌هایی که در آن بازی کرده‌است می‌توان به باشگاه فوتبال هلاس ورونا، باشگاه فوتبال آ.ث. میلان، و باشگاه فوتبال اسپال اشاره کرد.
وی همچنین در تیم‌های ملی فوتبال بازی کرده‌است.